# 高井美紀
高井 美紀（たかい みき、1967年〈昭和42年〉12月28日 - 2023年〈令和5年〉1月25日）は、毎日放送（MBS）アナウンサー。同局のアナウンス副部長を兼務した後に、「チーフアナウンサー」という肩書で在職中に死去した。

## 来歴

### 毎日放送への入社前
兵庫県神戸市出身。実父は商社に勤務した。実父の海外赴任に伴って、幼稚園時代をポルトガル、小学校4 - 6年時をオランダで過ごしていた。いずれも英語圏に該当しない国であったが、当時から英会話を得意にしていたという。
オランダからの帰国後に、西宮市立大社中学校へ入学した。神戸市立本山中学校への転校と兵庫県立御影高等学校への進学を経て、神戸女学院大学文学部英文学科に入学した。大学生時代まではアナウンサーを志していなかったが、4年生の時に友人の紹介で、毎日放送の「アナウンスセミナー」に参加した。アナウンサーの採用試験を兼ねていたこのセミナーを通じて、アナウンサーとしての入社が内定した。

### 毎日放送への入社後
大学卒業後の1990年4月1日付で、毎日放送へ正式に入社した。同期入社のアナウンサーは、石田敦子（現在は東京支社報道部の記者）と千葉猛（現在は報道情報局のクロスメディア部員）。
入社1年目から、『MBSナウ』（MBSテレビで平日の夕方に放送されていた関西ローカルニュース番組）と『毎日新聞テレビ夕刊』のニュースキャスターを担当した。『MBSナウ』では、2000年9月の番組終了までキャスターを務めた。後継番組『VOICE』でも、2002年10月から2014年4月2日まで、11年半にわたってニュースキャスターを担当している。　
『ビッグモーニング』（TBSテレビ制作）の中継リポーターや、『新伍Niタッチ!』『知っとこ!』のアシスタントなど、JNN系の全国ネット番組にも出演した。『知っとこ!』には、放送開始から9年間にわたってレギュラーで出演した。『あどりぶランド』『レインボー』『ちちんぷいぷい』など関西ローカルの情報・バラエティ番組にもレギュラーで出演した。『ちちんぷいぷい』では、番組の初期にアシスタントを務めた。
上記の通り英会話に堪能であるため、英語でのインタビューを行ったこともある。また既婚で1女の母でもある。
「新日本放送」時代の1959年3月1日からテレビ放送事業とラジオ放送事業を兼営してきた毎日放送は、2021年4月1日付でラジオ放送事業を「株式会社MBSラジオ」へ移管した。毎日放送は移管を機にテレビ単営局へ移行したが、高井はアナウンス職のまま同社の総合編成局（移管を機に新設）へ在籍する一方で、株式会社MBSラジオが制作・放送する番組にも「MBSアナウンサー」として出演していた。

#### 在職中に死去
2023年に入ってから体調不良を理由に担当番組（『皇室アルバム』『住人十色』など）への出演を見合わせていたが、同年1月25日に55歳で死去した。毎日放送では、高井が死去していたことや、通夜と葬儀が近親者のみで既に執り行われたことを2月2日に初めて公表した。
毎日放送では（役員を除く）社員の訃報を原則として公表していないが、現職のアナウンサーであった高井の死去を受けて、「（2023年の1月前半まで）様々な番組を担当していた関係で、『なぜ（最近）出演していないのか?』という視聴者からの疑問に答える目的で（特例措置として）公表へ踏み切った」と説明した。高井が2023年の1月中旬に新型コロナウイルス感染症に罹患していたことも明かしたものの、死因については、プライバシー保護の観点から「新型コロナウイルスの感染とは無関係」と言及するだけにとどめている。なお、2月3日（金曜日）には、高井の訃報が『よんチャンTV』やMBSラジオの生ワイド番組を通じて視聴者やリスナーに伝えられた。
毎日放送による訃報の公表が高井の関係者に及ぼしたショックは大きく、「家族ぐるみで親しく交流していた」というハイヒールモモコは、「ご飯（『高井と一緒に近々外食する』と）の約束をしていたのに信じられない。悲し過ぎるけれど、神様が決めた人生だったのかな」という趣旨のメッセージをツーショット画像と合わせてinstagramの個人アカウントで公開した。高井の同僚だったアナウンサーも、2023年2月3日（金曜日）に自身の担当番組で高井の訃報を伝えた際に、以下のコメントを残している。
- 高井は2014年4月から、毎週金曜日の早朝（6・7時台）に、MBSラジオの『子守康範 朝からてんコモリ!』（毎日放送入社時の先輩でフリーアナウンサーの子守康範がパーソナリティを務めていた生ワイド番組）で子守のアシスタントを11年半にわたって務めていた。2021年10月からこの番組の放送枠を引き継いでいる『上泉雄一のええなぁ!』では、毎日放送アナウンスセンターの管理職でもある上泉雄一が、冒頭で「私たちの仲間であります高井美紀アナウンサーが亡くなりました」と報告。高井が放送日と同じ金曜日に1年4ケ月前まで『朝からてんコモリ!』に出演していたことや、自身もパートナーの前田春香（2021年入社のアナウンサー）も心の整理が付いていないことに触れながら、「私たちは今日これからも、真摯にラジオの前の皆さまに向き合うことが、『高井さんへの一番のお返し』だと思っています。リスナーの皆様には、どうぞこれからも高井さんへの思いを大切にしていただければ幸いです」とのメッセージを伝えた[10]。
- 松井愛は午前10時過ぎに、『松井愛のすこ〜し愛して♥』（高井が一時パーソナリティ代理を務めていたMBSラジオの生ワイド番組）の冒頭で、高井の死去を涙ながらにリスナーへ報告した。「（死去は）とても悲しく、まだ『現実のこと』と受け止められないでいます」と語ったうえで、「今日も、そしてこれからも、私たちMBSアナウンサーは今までと変わらずマイクの前でしゃべり続けます。伝え続けます」という誓いの言葉をリスナーに投げ掛けた[11]。
- MBSラジオで午後3時から放送された『福島のぶひろの、金曜でいいんじゃない?』（生ワイド番組）では、「福島のぶひろ」（後輩アナウンサーの福島暢啓）とパートナーの関岡香（高井・福島の先輩に当たるシニアアナウンサー）が、生前の高井の姿をオープニングトークで回顧。福島が「ベテランで優秀な仲間を失いましたので、（今は）つらい気持ちでいます。誰よりも放送が好きで、我々がラジオ（の生放送）で喋っていると、いつの間にすっと入ってきて（スタジオを）盛り上げてくれる方でした」という表現で高井を偲ぶ一方で、かつて毎日放送のアナウンス室長を務めていた関岡は、「普段から（放送の）準備をしっかりしている姿を間近のデスクで見ていました。リスナーの皆さんには、いつもの放送を楽しんでいただくことが（高井）美紀ちゃんの御供養になるものと信じています」と呼び掛けた[12]。
- MBSラジオで午後9時から放送した『ヤマヒロのぴかいちラジオ』では、「ヤマヒロ」（関西テレビ出身のフリーアナウンサー・山本浩之）のパートナーを務める古川圭子が、（神戸女学院大学の在学中から知っていたためか）「私の人生において『こんな辛いことがあるのか』ということがありました」という表現で高井の死去を報告した。そのうえで、「私の仕事はアナウンサーなので、今日はいつもどおり楽しくやらせていただきます」と語った。
  - 高井は2015年10月からMBSラジオで『日本一明るい経済電波新聞』のパートナーも務めていたが、体調不良を受けて、2023年1月22日放送分から古川がパートナーを代行した。2月5日の同番組では、高井が死去した1月25日に古川の出演で収録したコーナーの音源を流した後に、古川からリスナーに向けて高井の訃報が伝えられた。
- 編成上は放送開始時刻を15:40に定めているものの、実際には本編（関西ローカルパート）を15:43から始めることが多い『よんチャンTV』では、15:40からの3分間を高井の訃報に充てた。当日は高井の後輩（総合司会の河田直也・スタジオ担当の上田悦子・当時「ニュース解説」を担当していた三澤肇）が冒頭から揃って出演していたため、3人は生前の高井にまつわるエピソードを相次いで紹介した。「自宅が近所でプライベートでも家族ぐるみの付き合いがあった」という河田は「本当に朗らかで、明るくて、前向きな人でした。（自分にとっても）憧れの存在で、後輩（のアナウンサー）はみんなお世話になっていると思います。（高井さんは）仕事（振り）が素晴らしい一方で、（毎日放送の本社へ）鼻歌を歌いながら出社されているところを後輩たちにツッコまれることで、その場が一気に和やかになるような先輩でした」、上田は「挙げればキリがないくらい、大好きなところがいっぱいある先輩で、面倒見が良過ぎるぐらい私たち後輩の面倒を見てくれた」という表現で高井の人柄を偲んだ。アナウンサーからTBSへの出向（『筑紫哲也　NEWS23』のサブキャスター）などを経て、当時報道情報局（東京支社駐在）の解説委員に転じていた三澤は、アナウンサー時代に『MBSナウ』で先輩の高井とキャスターを務めた当初の思い出話を披露。「自分は入社3年目でニュース（『MBSナウ』のメインキャスター）を任されていたが、失敗しても（高井は）いつも笑顔と鼻歌で『気にするな』と言ってくれた。（今となっては）『あの笑顔に相当助けられたな』という思い出しかない」と述べている[9]。

#### 訃報を公表してからの毎日放送グループの対応
高井が体調を崩すまでレギュラーで担当していた番組のうち、『皇室アルバム』のナレーションについては、後輩の女性アナウンサーが交互に担当した後に上田悦子が2023年4月16日（毎日放送での放送分）から正式に担当に就任した（当該項でも詳述）。高井が2023年1月放送分まで「聞き手」（経営者へのインタビュアー）として出演していた『ザ・リーダー』（毎日放送が毎月第2日曜日の早朝に編成している収録番組）でも、同年3月（12日）放送分から上田が「聞き手」を務めている。
『住人十色』については、2023年2月4日（土曜日）に放送することを想定したスタジオ収録（2022年12月21日）まで高井が参加していた。その後のスタジオ収録（2023年1月28日以降の放送回）では、一部の放送回を除いて、後輩アナウンサーの辻沙穗里が高井の役割（スタジオパートでのナビゲーター）を一時的に引き継いでいた。ただし、2月4日は毎日放送が訃報を公表してから最初の放送日に当たることから、高井にとって生前最後の収録になったスタジオパートの映像を当初の予定に沿って放送した。放送に際しては、収録日を示すテロップが編集作業で加えられたほか、高井を追悼するメッセージ映像がエンディングパートに挿入された。辻の登場は（訃報の公表後も含めて放送上）4回だけで、4月22日までの放送回ではスタジオパートを入れない（または収録済みのスタジオパートから一部のシーンを編集で割愛する）構成が続いていたが、4月29日（いずれも関西ローカル分）の放送回から海渡未来（2022年入社の後輩アナウンサー）を第2代のナビゲーターに抜擢している。
MBSラジオでは、生前に収録していた番組（『地震防災メモ』など）やCMの一部を、訃報の公表後も放送した。2023年2月19日から4回にわたって「大阪・関西万博特集」（テーマ事業プロデューサーへのインタビュー特集）を組んでいる『日本一明るい経済電波新聞』では、高井が1月11日（水曜日）に臨んでいたインタビュー収録（ゲストは石黒浩）の音源を、当初の予定に沿って2月19日と2月26日に放送した。3月中の放送には古川が再び出演しているが、4月2日放送分からは松川浩子（後輩アナウンサー）が高井の役割（放送上の肩書は「編集部員」）を正式に引き継いでいる。
また、昼夕2回の有料公演として2023年3月5日に豊中市立文化芸術センターで催された「MBSアナウンサー　コトノハ　ものがたりの世界2023」（毎日放送アナウンスセンターの企画で一部のアナウンサーが参加した朗読イベント）では、高井が昼公演の朗読に参加することが2022年末の時点で告知されていた。2022年中から準備を始めていた最中の死去であったため、公演の開催に際しては、当初夕公演にのみ出演する予定だった先輩の関岡香（テレビ・ラジオ兼営局時代にアナウンス室長を務めていたシニアアナウンサー）が昼公演にも参加した。公演のリーダーを任されていた河田が、進行に専念していた昼・夕公演とも、フィナーレの挨拶で感極まりながら高井を偲ぶ一幕があった。
高井のナレーションによって生前にMBSラジオで放送されていたCMの一部は、本人の死去から1年が経過した2024年1月の時点でも、同局での放送が続けられている。

## 人物・エピソード
- 毎日放送への入社後に結婚してからは神戸市東灘区の2階建て住宅で生活していたが、その自宅で1995年1月17日の早朝に阪神・淡路大震災に遭遇した。2階の部屋で就寝中だった高井夫妻は辛うじて難を逃れたものの、自宅の1階部分が全壊するほど甚大な被害を受けた[注 1] ため、被災直後にはラジオの報道特別番組に向けて地元の惨状を涙ながらに伝えていた[3]。
- 私生活では外科医と結婚。2000年10月より第1子の懐妊に伴う産前産後休暇へ入った後に、出産を経て、翌2001年10月よりアナウンサーとして職場へ復帰した。
- 2005年9月29日（木曜日）には、阪神タイガースのセントラル・リーグ優勝祝勝会に、MBS代表として初めて参加した。参加時点の年齢は37歳で、2021年7月時点に至るまで「祝勝会でビールかけの模様を取材した（放送局所属の）女性アナウンサーとしては最年長」とされている[22]。
  - 2021年7月25日に電話で出演した『MBSベースボールパーク番外編』（MBSラジオ）での証言によれば、当時アナウンサーの勤務シフトを組んでいた増田一樹から「9月29日だけは（当時担当していた）『VOICE』の本番後に待機して欲しい」と3日前（26日）に急遽依頼されたとのことで、当初予定されていなかった『筑紫哲也NEWS23』（TBSテレビが当時制作していた平日最終版の全国ニュース）への生中継にも登場した。スポーツ番組の担当から離れて久しい状況で祝勝会場へ向かったところ、かつて毎日放送の野球解説者だった平田勝男（当時は阪神の一軍ヘッドコーチ）から「美紀ちゃん!綺麗だよ」の一言とともに背後からいきなりビールをかけられたことや、9月29日に阪神の優勝が決まらなかった場合には別のアナウンサーが担当する予定だったことも明かしている。
- 映画『日本沈没』（2006年版・MBSが製作出資）では1シーンのみ出演[注 2]。2006年8月5日放送の関西テレビ『ナンボDEなんぼ』ではMBS代表として局の垣根を越えて出演した松本麻衣子に対するコメントでVTR出演した。高井自身も過去に関西テレビの『ノックは無用!』に当時「新伍Niタッチ!」で共演した山城新伍らとともにゲスト出演したことがある。
- ラジオのオープニング、クロージングのアナウンスも担当していた（以前は吉田智子、三上智恵が担当していた）。なお、ラジオのクロージングアナウンスは2011年4月より西村麻子、2012年1月より松井愛が担当している。
- かつて毎日放送公式サイト内のアナウンサーページに「日々こもごも」というブログを開設していたが、他のアナウンサーに比べて更新の頻度が非常に低く、2016年になって13年振りに更新した（2018年4月から現在の「MBSアナブログ」へ移行）。
- 放送以外の場で思わず鼻歌が出てしまう癖の持ち主で、MBSラジオ向けの定時ニュースに用いられる毎日放送本社内の報道フロアには「（ニュースの）放送中は私語と鼻歌を禁止」という掲示が実在する。
- 鼻炎を数年来患っていたとのことで、2019年の12月下旬には、粘膜下下鼻甲介骨切除手術・鼻中隔矯正術・内視鏡下副鼻腔手術をまとめて受けていた[23]。
- アメリカンショートヘアの「菊之助」という猫を飼う愛猫家で[24]、動物カフェめぐりが趣味だった[25]。

## 出演番組
- MBS NEWS（テレビ・ラジオとも不定期） - 長らく宿直勤務から遠ざかっていたが、2017年度からは、土曜深夜 - 日曜早朝の宿直勤務を不定期で担当。

### テレビ
- ビッグモーニング（全国ネット、MBS担当アナウンサー）
- 新伍Niタッチ!（全国ネット、アシスタント）
- クイズ!!ひらめきパスワード（全国ネット、山城新伍司会時代のナレーション。主にタイトルコール・番組最後のプレゼント告知。1991年1月3日放送の新春スペシャルではアシスタントを担当）
- 知っとこ!（全国ネット、放送開始 - 2012年3月）
- MBSナウ（サブキャスター、1991年1月 - 2000年9月）
- 毎日新聞テレビ夕刊（日曜）
- 毎日放送開局40周年記念特別番組（1990年9月）
- 阪神・淡路大震災に関する各報道特別番組（1995年 - 1998年）
- きんきに拍手（土曜）
- 近畿は美しく（土曜）
- 気ままにトゥギャザー（土曜）
- あどりぶランド（水曜）
- レインボー（金曜）
- 板東英二のスポーツパラダイス（日曜）
- クイズGoGoZ（日曜）
- はーい!昼ナマ
- ちちんぷいぷい（初期にアシスタントとして出演。2014年から不定期で「石田ジャーナル」ナレーションを担当）
- 住人十色（ナビゲーター、2009年3月 - 2023年2月4日「景色と利便性を両立!まるで山頂の崖っぷちハウス」）
- プリ♥プリ→プリプリ（2012年5月8日 - 11月2日、火曜→金曜、日替わり企画のVTRナレーター）
- クイズ!オーサカ理由学（年に数回関西ローカルで放送されていた2時間番組）
  - 岡田圭右（ますだおかだ）と共に司会を担当。
- インスタントラーメン発明物語 安藤百福伝（2010年3月5日・全国ネット）
- VOICE （木・金曜日 → 月 - 水曜日サブキャスター、2002年10月 - 2014年4月2日）
- MBSマンスリーリポート（月1回放送、2014年4月13日 - 2021年3月7日）
  - テレビ放送事業とラジオ放送事業を兼営していた時期の毎日放送では、最後の担当アナウンサーになった。
- 痛快!明石家電視台「MBSアナウンサー26人大集合スペシャル」（2014年4月7日、アナウンサーの1人としてゲストで出演）
- 医のココロ（2014年4月 - 、毎週土曜日5:35 - 5:45→同5:20 - 5:30→毎週日曜日6:00 - 6:10）
  - 後輩アナウンサーの古川・武川智美・松川浩子・上田悦子（2021年10月加入）・西村麻子（2021年11月加入）と交互にアシスタントを担当。
- 皇室アルバム（ナレーター、2015年4月 - 2023年1月15日）
  - 体調不良で2023年1月22日放送分の収録から出演を見合わせてから、上田悦子がナレーターを正式に引き継ぐまでの代演体制については当該項で詳述
- MBS SONG TOWN（ナレーター、2015年4月 - 6月）
- ザ・リーダー（インタビュアー、2015年10月 - 、毎月第2日曜日5:00 - 5:30） 
  - 高井の死去を受けて、2023年2月分の放送を休止したうえで、3月放送分から上田悦子が担当を継承。
- コトノハ図鑑→「へぇ〜のコトノハ」（不定期）
  - 所属する毎日放送アナウンサー室の企画で、2018年7月から2020年3月まで『コトノハ図鑑』（事前収録のレギュラー番組）として放送された後に、2020年4月から2021年3月まで「へぇ～のコトノハ」（『ちちんぷいぷい』月・水曜日→水曜日のレギュラーコーナー）へ移行。『コトノハ図鑑』では調査ロケにも赴いていたが、「へぇ～のコトノハ」では主にナレーションを担当していた。
- 土曜のよんチャンTV（不定期）
  - 2021年度のみの放送で、『住人十色』の直前に編成。

上記の番組以外にも、『美の京都遺産』『水野真紀の魔法のレストラン』『日曜日の初耳学』などのMBSテレビ制作番組で提供クレジットのアナウンスを担当している。

### ラジオ
- すみからすみまで角淳一です
- なにはなくとも野村啓司です（水曜日アシスタント）
- 金曜まるごと清水國明（アシスタント）
- 毎日放送ダイナミックナイター（1995年シーズンにレギュラー解説者で出演したランディ・バースの通訳として中継に出演）
- MBSどっと!アナ「DJ OKAN R-35」（2007年度のナイターオフ番組、他の既婚女性アナウンサーと交互にパーソナリティを担当）
- 大畑大介のLet's Try スポーツ!（後輩アナウンサー・松井愛との月替わりアシスタント）
- ノムラでノムラだ♪ EXトラ!（月曜日週替わりアシスタント、番組開始 - 2011年3月27日）
- 上田義朗のベトナム元気（独立番組時代の2013年3月31日放送分まで出演）
- 子守康範 朝からてんコモリ!（金曜日アシスタント、2014年4月4日 - 2021年10月1日）
- おとなの駄菓子屋
  - 2014年1月から不定期で、アシスタントとして出演。FM補完放送による放送を開始した2016年3月20日放送分からは一時、FM補完放送に対応したジングルのナレーションを担当していた。
- 日本一明るい経済電波新聞（2015年10月4日 - 2023年1月15日・2月19日・2月26日）
  - 「編集長」（パーソナリティ）の竹原信夫（元日刊工業新聞社記者）が大阪で発行する「日本一明るい経済新聞」のラジオ版に当たる番組で、放送上は「編集部員」という肩書を使用。
- MBSベースボールパーク（2018年度のナイターオフ版）
  - 「ベースボールパークTIMES」として放送される土曜日の第1部で、「天声仙語」（後輩のスポーツアナウンサー・仙田和吉によるラジオコラム）のオープニングナレーションを担当。
- MBSヨル隊金曜日「ナジャ・グランディーバのレツゴーフライデー」（2017年度以降のナイターオフ番組）
  - 2018年11月16日・2022年3月11日放送分の「ナジャじゃジャーナル」コーナーに出演。
- あどりぶラヂオ（2019年1月2日）
  - 2019年の初回放送で、「MBSアナウンサースペシャル」（アナウンサーによるパーソナリティリレー企画）のトップバッターを任された。
- 次は〜新福島!=第3章・構築と解体=（2019年11月13日）
  - 後輩アナウンサー・福島暢啓の冠番組で、『日本一明るい経済電波新聞』を「ラジオ解体ショー」（水曜日20時台のコーナー）で取り上げたことから、竹原と共に「ラジオ解体師」（同コーナーのゲスト）として出演。
- MBSベースボールパーク番外編（2021年7月25日） -  前述
- コトノハ（不定期で出演）
  - 「コトノハ」（言葉）にこだわった毎日放送アナウンサー室制作の事前収録番組で、2021年10月4日から毎週月曜日の21:45 - 22:00に放送。
- こんちわコンちゃんお昼ですょ!（2021年12月 - 2022年2月の金曜日）
  - 金曜日アシスタント・山本量子の病気療養に伴う代役を古川圭子と交互に担当。
- 高井美紀のすこ〜し愛して♥（2022年11月4日）
  - 胆石の摘出手術を伴う松井愛の入院加療に伴って、番組タイトルを変更したうえでパーソナリティを代行。

この他にも、1日の放送の終点（クロージング）には2011年3月まで、始点（オープニング）には2021年4月1日まで、高井による毎日放送（当時）の社名入りアナウンス音源が使われていた。
2021年・2022年には、『MBSベースボールパーク』のナイトゲーム中継を延長した場合に放送される後続番組の繰り下げ告知に、高井のアナウンス音源が使われていた。高井の死去を受けて、2023年からは、後輩アナウンサーの清水麻椰によるアナウンス音源を使用。